# Суперфіцій
Суперфіцій (від лат. Superficies solo cedit — будівля слідує за землею) — у Римському праві — спадкове і відчужуване право на користування будівлею, що зведена на чужій землі.
В сучасному українському праві суперфіцій — право користування чужою земельною ділянкою для забудови, окремий вид прав на чужі речі (глава 34 Цивільного кодексу України).
Особливість суперфіцію полягає в тому, що таке право може відчужуватися землекористувачем або передаватись у порядку спадкування на підставі договору або заповіту, а також дає право землевласнику на прибуток від промислових об'єктів, збудованих на наданій земельній ділянці на умовах суперфіцію. Право користування чужою земельною ділянкою для забудови може бути встановлено на визначений або на невизначений строк. Проте таке право може бути припинено в разі:
- поєднання в одній особі власника земельної ділянки та землекористувача;
- закінчення строку права користування;
- відмови землекористувача від права користування;
- невикористання земельної ділянки для забудови протягом трьох років поспіль;
- за рішенням суду в інших випадках, установлених законом.

Суб'єктами суперфіцію можуть бути будь-які фізичні та юридичні особи.
Об'єктом суперфіцію є право користування земельною ділянкою для будівництва певних видів споруд чи будівель з можливістю для суперфіціарія набути право власності на них та для землевласника — отримувати частку прибутку землекористувача. При наданні земельної ділянки в користування з метою забудови необхідно, щоб її подальше використання відповідало цільовому призначенню ділянки. Установлення цільового призначення земель відбувається шляхом їх віднесення до тієї чи іншої категорії і здійснюється на підставі рішень органів державної влади та органів місцевого самоврядування відповідно до їх повноважень (частина перша ст. 20 Земельного кодексу).
Підставами встановлення суперфіцію є договір між власником земельної ділянки та майбутнім забудовником, а також заповіт. Заповіт також може бути підставою встановлення суперфіцію в разі наявності в ньому заповідального відказу, яким заповідач зобов'язує спадкоємця надати іншій особі право користування для забудови земельною ділянкою, що входить до складу спадщини.
Існуючий суперфіцій також може переходити у спадщину як на підставі заповіту, так і шляхом спадкування за законом. При цьому, оскільки право користування земельною ділянкою для забудови та право власності на зведені на ній споруди, що входять до складу спадщини, є пов'язаними між собою речовими правами, зазначені права у разі поділу спадщини між різними спадкоємцями не можуть передаватись окремо.
Строк суперфіцію може бути визначеним або невизначеним. Мінімальний та максимальний строки суперфіцію в Цивільному кодексі не визначено. Якщо суперфіцій установлено на невизначений строк, він вважається безстроковим і може бути припиненим за бажанням сторін у будь-який час.
Суперфіцій може бути передано іншій особі за будь-яким цивільно-правовим договором. Укладення такого договору не вимагає погодження його умов із власником земельної ділянки та є для нього обов'язковим. Суперфіціарій не зобов'язаний повідомляти власника земельної ділянки про наступне відчуження суперфіцію, оскільки в Цивільному кодексі (на відміну від правил про відчуження емфітевзису) не закріплено переважне право власника перед іншими особами на купівлю права користування нею. Власник ділянки, у свою чергу, зобов'язаний зберігати той характер відносин з новим суперфіціарієм, який існував з його попередником відповідно до умов договору про встановлення суперфіцію. При цьому слід розуміти, що відчужується або успадковується не земельна ділянка, а право користування нею.
На відміну від сервітуту, суперфіцій не може бути безоплатним. Власник сервітуту має право на відшкодування збитків від установлення суперфіцію. По суті, при укладенні договору суперфіцію право користування, володіння й розпорядження власником земельної ділянки, щодо якої встановлено суперфіцій, не вилучається. Водночас право тимчасового користування землею власник передає за плату іншій особі, що породжує між ними земельні й цивільні правовідносини.
Чинним законодавством не передбачено окремої форми договору про встановлення суперфіцію, але враховуючи ту обставину, що такий договір не може бути виконано сторонами в момент його вчинення, він має бути лише письмовим.
Оскільки суперфіцій є досить близьким до орендних відносин, сторони можуть керуватися істотними умовами договору оренди землі, зазначеними в Законі № 161-XIV, а також Типовим договором оренди землі, форму якого затверджено постановою № 220. При цьому учасники відносин мали б передбачити в договорі ціль надання в користування земельної ділянки, а саме: відомості про земельну ділянку, мету її надання, вид здійснення на ній будівництва, а також про правовий режим об'єктів нерухомості, що має тут здійснюватися, про умови платного користування ділянкою (розмір плати, її форма, умови, порядок та строки її виплати) і про частку прибутку.
Власник земельної ділянки, наданої для забудови, має право на:
- одержання плати за користування нею для забудови. Ця плата не є орендною і не є платою за землю, що сплачується окремо до бюджету. Сторони самі визначають розмір плати за користування, періодичність її внесення (разовий або періодичний характер останньої), її форму, умови, порядок і строки виплати тощо. Невнесення плати за користування не є підставою припинення суперфіцію, однак надає власникові землі право вимагати стягнення з суперфіціарія заборгованості у примусовому порядку;
- одержання у випадках, установлених договором, частки доходу землекористувача від збудованих на земельній ділянці промислових об'єктів тощо;
- володіння та користування ділянкою в обсязі, встановленому договором із землекористувачем;
- розпорядження ділянкою, у тому числі шляхом відчуження її іншим особам. При цьому власник повинен попередити набувача ділянки про право суперфіціарія на забудову. Суперфіцій зберігатиме свою силу й для нового власника ділянки, в тому числі для особи, яка набула землю на публічних торгах. Перехід права власності на земельну ділянку до іншої особи не впливає на обсяг права власника будівлі (споруди) щодо користування земельною ділянкою (ст. 414 Цивільного кодексу).

Власник земельної ділянки, наданої для забудови, зобов'язаний:
- надати певну ділянку під забудову у строки, визначені договором про встановлення суперфіцію або заповітом;
- не перешкоджати землекористувачеві у здійсненні ним права користування ділянкою.

Проти порушення власником його прав суперфіціарій може захищатися тими самими засобами цивільно-правового захисту, що й власник майна (ст. 396 Цивільного кодексу).
Суперфіціарій (землекористувач) має право:
- використовувати ділянку для забудови (будівництва промислових, побутових, соціально-культурних, жилих тощо споруд) відповідно до договору про суперфіцій та вимог закону (ст. 413 Цивільного кодексу);
- користуватися земельною ділянкою в обсязі, встановленому договором (ст. 415 Цивільного кодексу). При цьому йдеться про використання ділянки не лише безпосередньо для будівництва, а й для обслуговування таких робіт (організації під'їзних шляхів, спорудження тимчасового житла для будівельників тощо);
- набувати право власності на будівлі (споруди), споруджені на земельній ділянці, переданій йому для забудови;
- передавати суперфіцій іншим особам шляхом договору або заповіту.

При цьому особа, до якої перейшло право власності на будівлі (споруди), набуває право користування земельною ділянкою на тих самих умовах і в тому самому обсязі, що й попередній власник будівлі (споруди). Суперфіціарій не зобов'язаний повідомляти власника ділянки про намір передати суперфіцій іншій особі. Відсутність такого повідомлення не дає власникові ділянки права оспорювати дійсність правочину відчуження суперфіцію та вимагати плату за таке відчуження, як це передбачено в разі продажу емфітевзису. Землекористувач повинен лише повідомити власника земельної ділянки про заміну його іншою особою у зобов'язанні оплати користування ділянкою (частина четверта ст. 415 Цивільного кодексу).
Суперфіціарій (землекористувач) зобов'язаний:
- вносити плату за користування земельною ділянкою, наданою йому для забудови. Слід зазначити, що законодавством не встановлено порядку внесення зазначеної плати, її періодичність і розміри, тому плата за суперфіцій, її розміри та строки внесення мають бути істотними умовами договору про суперфіцій. Враховуючи, що частиною четвертою ст. 415 Цивільного кодексу визначено, що землекористувач зобов'язаний вносити плату (а не внести), можна дійти висновку, що платежі за суперфіцій мають бути не разовими, а періодичними;
- вносити інші платежі, встановлені законом;
- використовувати земельну ділянку відповідно до її цільового призначення. При цьому якщо в порушення цієї вимоги здійснюватиметься будівництво споруд промислового призначення, а суперфіцій надавався для житлового будівництва, то це вважатиметься використанням землі не за цільовим призначенням;
- приступити до використання земельної ділянки для забудови протягом трьох років з моменту встановлення суперфіцію;
- у разі припинення суперфіцію на вимогу власника земельної ділянки знести будівлі та привести ділянку до стану, в якому вона була до надання її в користування (частина перша ст. 417 Цивільного кодексу).

Якщо знесення будівлі (споруди), розміщеної на земельній ділянці, заборонено законом (жилі будинки, пам'ятки історії та культури тощо) або є недоцільним у зв'язку з явним перевищенням вартості будівлі (споруди) порівняно з вартістю земельної ділянки, суд з урахуванням підстав припинення права користування ділянкою може винести рішення про викуп власником будівлі (споруди) земельної ділянки, на якій її розміщено, або про викуп власником земельної ділянки будівлі (споруди); про визначення умов користування земельною ділянкою власником будівлі (споруди) на новий строк (ст. 417 Цивільного кодексу). При вирішенні спору суд враховує цінність земельної ділянки, вартість збудованих на ній споруд, підстави припинення суперфіцію (частина друга ст. 417 Цивільного кодексу), вимоги справедливості, добросовісності та розумності цивільного законодавства (ст. 3 Цивільного кодексу) тощо.